# Makirahoningeter
De makirahoningeter (Meliarchus sclateri synoniem: Melidectes sclateri) is een zangvogel uit de familie Meliphagidae (honingeters). De wetenschappelijke naam is een eerbetoon aan Philip Lutley Sclater.

## Kenmerken
De vogel is 25 tot 28 cm en weegt 51 tot 58 gram (vrouwtjes) en 75 tot 88 gram (mannetjes). Het mannetje verschilt alleen in formaat van het vrouwtje. Het is een weinig opvallende vogel die van boven olijfbruin gekleurd is. Zowel op de bovenvleugel als op de kruin zitten zwarte streepjes. Rond het oog zit een grote witte vlek en ook de keel, borst en buik zijn wit, met zwarte streepjes tussen snavel en schouder en op de borst. De buik is verder ongestreept wit. Het oog is licht van kleur, de oogleden hebben soms een lichtgele, groene of bruinachtige waas. De snavel is krom en ook vrij licht, roomkleurig, net als de poten.

## Verspreiding en leefgebied
Deze soort is endemisch op de zuidoostelijke Salomonseilanden op het eiland Makira.
Het leefgebied waar hij bij voorkeur verkeert bestaat uit regenwoud in heuvelig gebied tussen de 450 en 900 m boven zeeniveau, daarnaast ook wel secundair bos, soms foeragerend gezien in kokosplantages.

## Status
De vogel is algemeen in geschikt habitat. De populatiegrootte is niet gekwantificeerd, maar men veronderstelt dat deze stabiel is. Daarom staat de makirahoningeter als niet bedreigd op de Rode Lijst van de IUCN.